# Bisdom Alagoinhas
Het bisdom Alagoinhas (Latijn: Dioecesis Alacunensis) is een rooms-katholiek bisdom met als zetel Alagoinhas, in Brazilië. Het bisdom is suffragaan aan het aartsbisdom São Salvador da Bahia.

## Geschiedenis
Het bisdom werd opgericht op 28 oktober 1974, uit delen van het aartsbisdom São Salvador da Bahia. 

## Parochies
Het bisdom had in 2022 een oppervlakte van 16.842 km2 en telde 801.000 inwoners waarvan 79,8% rooms-katholiek was.

## Bisschoppen
- José Floriberto Cornelis (13 november 1974 - 24 mei 1986; aartsbisschop op persoonlijke titel)
- Jaime Mota de Farias (7 november 1986 - 24 april 2002)
- Paulo Romeu Dantas Bastos (24 april 2002 - 13 januari 2021)
  - Antônio Ederaldo de Santana (administrator: 22 maart 2021 - 17 december 2022)
- Francisco de Oliveira Vidal (27 september 2022 - heden)

São Salvador da Bahia (aartsbisdom) · Alagoinhas · Amargosa · Camaçari · Cruz das Almas · Eunápolis · Ilhéus · Itabuna · Teixeira de Freitas-Caravelas